# Joe Venuti
Joe Venuti (Philadelphia vagy Lecco, 1903. szeptember 16. – Seattle, 1978. augusztus 14.) az egyik első dzsesszhegedűs.

## Pályafutása
Venuti születésének dátum valójában nem bizonyított. Maga Venuti sokáig azt állította, hogy 1904. szeptember 1-jén született egy hajón, amikor szülei átkeltek Olaszországból az Egyesült Államokba. Volt, aki azt gyanította, hogy Olaszországban való születését akarta leplezni, gondolván, hogy az előnytelen lenne Amerikában egy dzsesszzenész számára. Ezek szerint Venuti valójában tagadta, hogy 1894. március 19-én született a Comói tó melletti Leccoban. 1898. április 4-ét is  megjelölték születési dátumként. Születési anyakönyvi kivonata szerint Philadelphiában született olasz bevándorlók gyermekeként. Marcus Woelfle szerint 1894. december 3-án született az olaszországi Malgrate-ben.
Nem fontos.
Első zenei kapcsolata Eddie Lang gitárossal jött létre 1923-ban.
Venuti nagyon sikeres volt ebben a gitáros duóban, különösen a hangszerelés terén, mert nagyon szokatlan volt az akkori gyakorlatban. 1926-ban ő és Lang duettként rögzítették felvételeiket (megőrződött a Stringing The Blues).
Red Nichols-szal, Jean Goldkette-tel is játszott, majd 1927-től beállt Paul Whitemanhez. Dolgozott továbbá Frank Trumbauerrel, Frank Signorellivel, Benny Goodmannel, Jack Teagardennel, Tommy Dorsey-val és Jimmy Dorsey-val, a Boswell Sistersszel, Roger Wolfe Kahnnal, az 1920-as évek végén és az 1930-as évek elején a legtöbb jelentős fehér dzsesszzenésszel.
1934-ben egy sikeres angliai vendégszereplés után két évtizeden át turnézott saját zenekarával. 1968-ban nagy sikerrel szerepelt a Newporti Jazz Festivalon.
Venuti kifejlesztett egy technikát a hegedű mind a négy húrjának egyidejű megszólaltatására. A meglazított vonót a négy húrra helyezve lehetővé vált akár négy szólamú hangok előcsalása is.
Venuti érdeme, hogy a hegedű a chicagói dzsessz hangszerévé vált.

## Lemezválogatás
- Really the Jazz, Venuti-Lang, 1927–28, EMI
- The Big Bands of Venuti, 1928–30, JSP (Vol. 1)
- The Big Bands of Venuti, 1928–33, JSP (Vol. 2)
- Hot Swing Fiddler, 1952–53, Sandy Hork
- Joe Venuti and Zoot Sims (Chiaroscuro – 1974) & Dick Wellstood, George Duvivier, Cliff Leeman
- Joe Venuti and Zoot Sims Vol. 2 (Chiaroscuro – 1975) & John Bunch, Milt Hinton, Bobby Rosengarden, Spigal Wilcox
- Hot Sonatas (Chiaroscuro – 1975) Joe Venuti & Earl Hines
- Gems (Concord – 1975) CD & George Barnes, Bob Gibbons, Herb Mickman, Jake Hanna
- Joe Venuti & George Barnes (Live at the Concord Summer Festival 1977) & Ross Tompkins, Ray Brown, Jake Hanna
- Ross Tompkins and Joe Venuti (Live at Concord ’77) & Scott Hamilton, Ray Brown, Jake Hanna

## Fordítás
- Ez a szócikk részben vagy egészben  a   Joe Venuti című német Wikipédia-szócikk ezen változatának fordításán alapul.  Az eredeti cikk szerkesztőit annak laptörténete sorolja fel. Ez a jelzés csupán a megfogalmazás eredetét és a szerzői jogokat jelzi, nem szolgál a cikkben szereplő információk forrásmegjelöléseként.